# Габріела Нікітіна
Габріела Нікітіна (2 червня 1994) — латвійська плавчиня.
Учасниця Олімпійських Ігор 2012 року.